# Asaccus andersoni
Asaccus andersoni — вид геконоподібних ящірок родини Phyllodactylidae. Ендемік Ірану. Описаний у 2011 році. Вид названий на честь американського герпетолога Стівена Клемента Андерсона.

## Опис
Тіло (не враховуючи хвоста) сягає 66,2 мм завдовжки.

## Поширення і екологія
Вид поширений на західних схилах гір Загрос. Типова місцевість знаходиться на схилах гори Дарбасте в остані Ілан, на висоті 1100-1400 м над рівнем моря. Asaccus andersoni живуть серед скель і гірських дубових заростей.